# لیدو
لیدو (به کرواتی: Ledo) شرکت صنایع غذایی کروات است، که در زمینه تولید و توزیع بستنی و مواد غذایی فریزری فعالیت می‌نماید.
شرکت لیدو در سال ۱۹۷۶ راه‌اندازی شد و در حال حاضر دارای عملیات در کشورهای صربستان، کرواسی، بوسنی و هرزگوین، مجارستان، کوزوو، مونته‌نگرو و اسلوونی می‌باشد.
دفتر مرکزی این شرکت در شهر زاگرب، کرواسی قرار دارد و بخشی از سهام آن در بازار بورس زاگرب معامله می‌شود.
شرکت لیدو هم‌اکنون متعلق به کارآفرین کرووات؛ ایویکا تودوریچ می‌باشد، که از طریق شرکت آگروکور بر آن مدیریت می‌کند.